# Dirty John
Dirty John (Brasil: Dirty John - O Golpe do Amor) é uma série de televisão estadunidense baseada no podcast homônimo de Christopher Goffard que estreou em 25 de novembro de 2018, no canal Bravo. Fora dos Estados Unidos, foi disponibilizado pela Netflix a partir de 14 de fevereiro de 2019. A série foi criada por Alexandra Cunningham, também produtora executiva ao lado de Richard Suckle, Charles Roven, Mark Herzog, Christopher G. Cowen e Chris Argentieri. A segunda temporada intitulada Dirty John: The Betty Broderick Story estreou em 2 de junho de 2020 na USA Network.
A primeira temporada teve uma resposta positiva dos críticos em sua estreia e conseguiu angariar reconhecimento em várias cerimônias de premiação. Connie Britton recebeu indicações os prêmios Globo de Ouro e o Critics' Choice Television Award de melhor atriz em minissérie ou telefilme e Julia Garner recebeu uma indicação ao Critics' Choice Television de melhor atriz coadjuvante em minissérie ou telefilme.

## Elenco e personagens

### Primeira temporada

#### Principais
- Connie Britton como Debra Newell
- Eric Bana como John Meehan
- Juno Temple como Veronica Newell
- Julia Garner como Terra Newell

#### Recorrentes
- Jean Smart como Arlane Hart
- Keiko Agena como  Nancy
- Jake Abel como Trey
- Kevin Zegers como Toby Sellers
- Jeff Perry como Michael O'Neil
- Vanessa Martínez como Celia
- Judy Reyes como Verga
- Joe Tippett como Bobby
- Sprague Grayden como Tonia Sells
- Lindsey Kraft como Ruth
- John Getz como Dwight
- Joelle Carter como Denise Meehan-Shepard

### Segunda temporada

#### Principais
- Amanda Peet como Betty Broderick
- Christian Slater como Dan Broderick
- Rachel Keller como Linda Kolken[4]

#### Recorrentes
- Lily Donoghue	como Tracy Broderick, Betty and Dan's eldest daughter
- Missi Pyle como Karen Kintner
- Emily Bergl como Marie Stewart
- Holley Fain como Evelyn Crowley
- Lena Georgas como Janet Ravis
- Tiera Skovbye como Betty Broderick, jovem
- Chris Mason como Dan Broderick, jovem
- Cameron Crovetti como Ryan Broderick
- Miles Emmons como Anthony Broderick
- Anna Jacoby-Heron como Jenny Broderick
- Joelle Carter como Yvonne Newsome
- Sprague Grayden como Samantha

## Episódios

### Visão geral da série
| Temporada | Temporada | Título                    | Episódios | Episódios | Originalmente exibido  | Originalmente exibido | Originalmente exibido |
| Temporada | Temporada | Título                    | Episódios | Episódios | Estreia da temporada   | Final da temporada    | Emissora              |
| --------- | --------- | ------------------------- | --------- | --------- | ---------------------- | --------------------- | --------------------- |
|           | 1         | The John Meehan Story     | 8         | 8         | 15 de novembro de 2018 | 13 de janeiro de 2019 | Bravo                 |
|           | 2         | The Betty Broderick Story | 8         | 8         | 31 de maio de 2020     | 14 de julho de 2020   | USA Network           |